# Anna Karenina (1927)
Anna Karenina (Originaltitel: Love) ist ein US-amerikanischer Stummfilm mit Greta Garbo und John Gilbert unter der Regie von Edmund Goulding aus dem Jahr 1927. Er basiert auf Tolstois Roman Anna Karenina.

## Handlung
Die junge Anna ist unglücklich mit dem älteren Karenin verheiratet. Sie hat einen Sohn, den sie über alle Maßen liebt. Nachdem sie den Draufgänger und Frauenhelden Wronski kennengelernt hat, beginnt sie eine Affäre mit ihm, die bald zum Stadtgespräch wird. Der Skandal veranlasst Karenin, sich von seiner Frau zu trennen. Die Sehnsucht nach ihrem Kind treibt Anna heimlich zurück in ihr Heim. Am Ende findet sie keinen anderen Ausweg als den Freitod.

## Hintergrund
Nach ihrem fast siebenmonatigen Streik hatten sich das Studio und Greta Garbo Mitte 1927 schließlich auf eine Revision ihres laufenden Vertrages geeinigt, der ihr eine Wochengage von $ 5.000 einbrachte. Ermutigt vom Erfolg der vorherigen Zusammenarbeit mit John Gilbert in Es war setzte man die beiden Stars, die mittlerweile auch privat ein Paar waren, in einer Adaption von Anna Karenina ein und nannte den Streifen schließlich Love. Die einfache und eingängige Werbebotschaft für den Verleih lautete deshalb: „John Gilbert and Greta Garbo in Love“
Der Film hat eine komplizierte Produktionsgeschichte. Ursprünglich war Anna Karenina mit Lillian Gish und John Gilbert unter der Regie von Dimitri Buchowetzki als Folgeprojekt für die gemeinsame Arbeit der Stars in La Bohème geplant. Dann wurde intern beschlossen, die Arbeiten mit Greta Garbo und Norman Kerry zu starten. Der Film wurde zu einem geringen Teil fertiggestellt, doch der Streik von Garbo beendet die Dreharbeiten und das Studio ließ das gesamte Material einstampfen. Die Kosten bis dahin beliefen sich auf 200.000 US-Dollar. Ein zweiter Versuch mit Ricardo Cortez als Wronski scheiterte ebenfalls, ehe die Dreharbeiten schließlich mit John Gilbert in der männlichen Hauptrolle komplett neu gestartet wurden. Die Filmfassung für den amerikanischen Markt, der mit der tragischen Vorlage nicht so vertraut war, wurde mit einem Happy End versehen, in dem Anna und Wronski glücklich werden. Für den europäischen Markt, eher mit Tolstoi und Annas unglücklichem Ende vertraut, blieb es bei dem Sprung Annas vor den einfahrenden Zug. Anna Karenina wurde am 29. November 1927 uraufgeführt.

## Kinoauswertung
Die Produktionskosten lagen mit 488.000  US-Dollar über dem Durchschnitt für einen Garbo-Film. Die Einspielergebnisse von 946.000 US-Dollar in den USA und weiteren 731.000 US-Dollar auf den Auslandsmärkten bedeuteten ein kumuliertes Gesamtergebnis von 1.677.000 US-Dollar, was einem für einen Stummfilm sehr hohen Wert entsprach. Das Studio konnte am Ende einen Profit von 571.000 US-Dollar realisieren. Dies zeigte, dass das Leinwandpaar Greta Garbo und John Gilbert sich zu einem der wertvollsten „Besitztümer“ von MGM entwickelt hatte.

## Kritik
Variety, das führende Branchenfachblatt, sinnierte über die Zukunft der Hauptdarsteller:

„Die Paarung Gilbert-Garbo ist schon etwas seltsam. Beide sind ganz plötzlich und schnell aufgestiegen, Miss Garbo sogar aus dem Nichts. Gerade sie ist bedauerlicherweise noch nicht so groß, wie sie eigentlich sein müsste. Aber vergessen wir nicht: es sind immer die Drehbücher, die zählen. Auch war sie bislang nicht in genug Filmen zu sehen. Aber wenn ihre Karriere richtig behandelt wird, und sie das auch gestattet, wird aus ihr die größten Attraktion an der Kinokasse. Mit einem solchen Start, wie sie ihn bekommen haben, wird aus Miss Garbo und Mr. Gilbert mit Sicherheit das zugkräftigste Leinwandteam, das dieses Land je gekannt hat.“